# Nový Bohumín
Nový Bohumín (deutsch Neu Oderberg, polnisch Nowy Bogumin) ist ein Stadtteil der Stadt Bohumín in Tschechien. 

## Geschichte

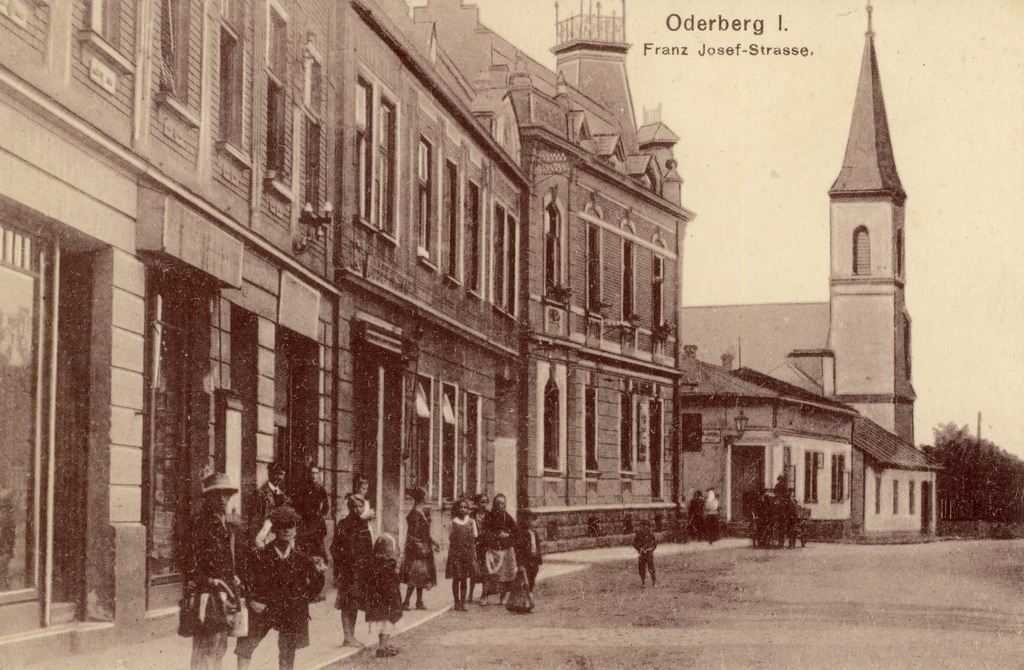
Franz-Josef-Straße (vor 1918)

Ausgangspunkt der Geschichte der späteren Gemeinde Neu-Oderberg war die Station Oderberg der a. priv. Kaiser Ferdinands-Nordbahn (KFNB), die am 1. Mai 1847 im Oderberger Wald zwischen den unbedeutenden Dörfern Schönichel und Pudlau errichtet wurde. Wie anderenorts in Mähren und Schlesien hatte sich auch die Stadtgemeinde Oderberg gegen eine stadtnahe Trassierung ausgesprochen. So lag der Bahnhof des Ortes etwa drei Kilometer südöstlich. Am 1. September 1848 eröffnete die Wilhelmsbahn die grenzüberschreitende Strecke Kandrzin–Oderberg aus Preußen. Mit der Eröffnung der Kaschau-Oderberger Bahn (KsOd) im Jahr 1872 wurde der Bahnhof Oderberg endgültig ein bedeutender Eisenbahnknoten im Verkehr zwischen Österreich, Preußen, Russland (Kongresspolen) und Ungarn.
Im Gefolge der Revolution von 1848 beendete das kaiserliche Patent vom 7. September 1848 die Untertänigkeit der Bauern und die Dörfer der Grundherrschaften wurden zu politischen Gemeinden. 1850 wurde die Gemeinde Pudlau mit dem größeren Nachbarort Wirbitz vereinigt. 
An der Station Oderberg entstand später neue Wohnbebauung, aber auch Industrie. So entstand die Ortschaft Oderberg-Bahnhof in der Gemeinde Schönichl-Kopitau, Bezirk Freistadt. Im Jahre 1869 bestand Oderberg-Bahnhof aus 93 Häusern und hatte 876 Einwohner. Im Jahre 1900 hatte die Siedlung 4229 Einwohner, 1910 waren es 6837. Um 1900 gab es in Oderberg Bahnhof ein Röhrenwalzwerk, eine Petroleumraffinerie, Fabrikation von Harzprodukten, Chemikalien, Öl, Mühlsteinen, eine Ziegelei und ein Sägewerk. In dieser Zeit entstand auch eine Synagoge. 

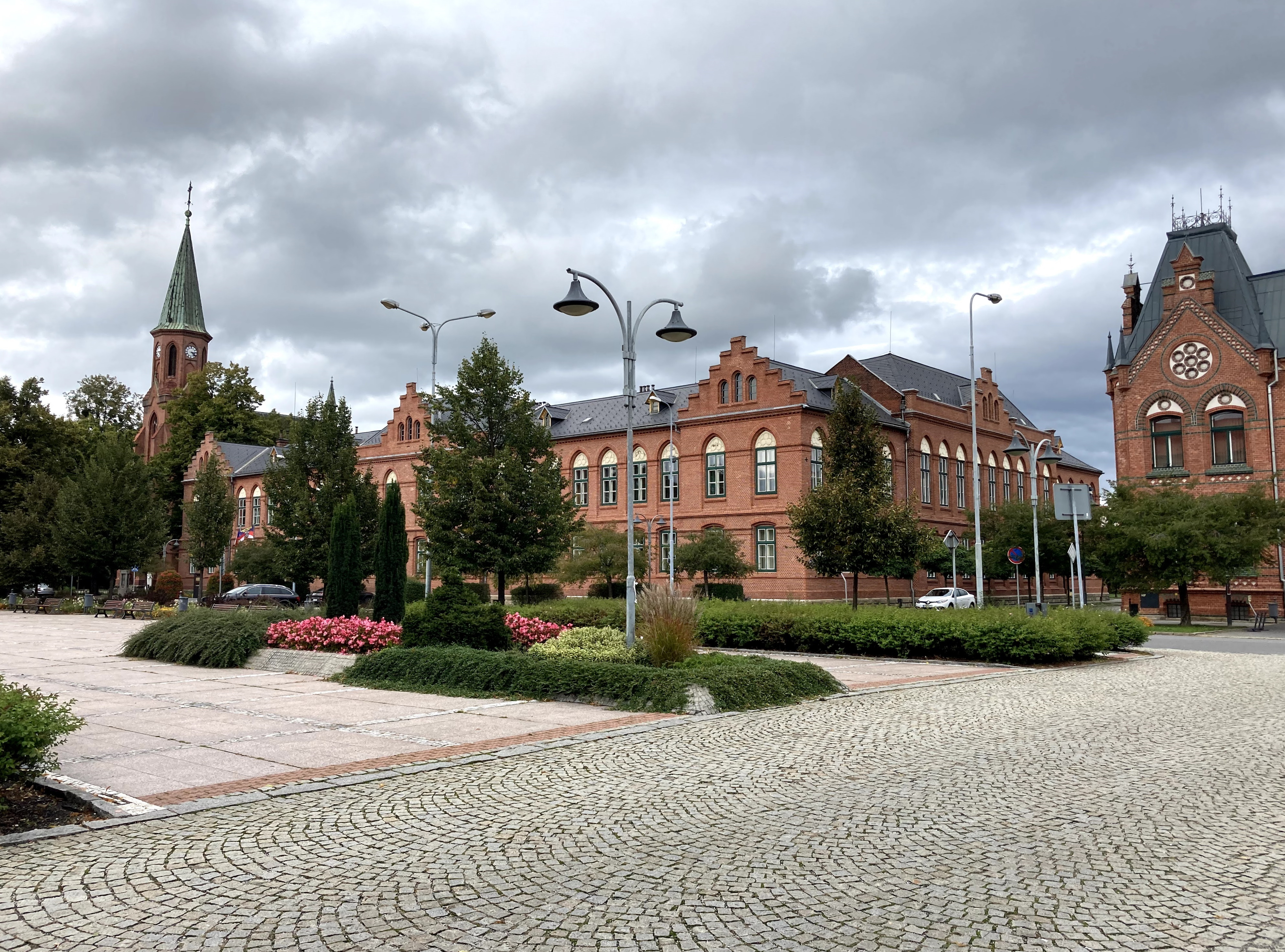
Rathaus der Stadt Bohumín am Masarykplatz (2020)

1902 wurde eine Pferdestraßenbahn von Oderberg-Bahnhof nach Oderberg eröffnet, die 1903 zunächst auf Dampfbetrieb und 1916 auf elektrischen Betrieb umgestellt wurde. In den Jahren 1913 und 1914 ging zudem die schmalspurige, elektrische Lokalbahn der Schlesischen Landeseisenbahnen (SLEB) zwischen Polnisch Ostrau und Freistadt über Oderberg Bahnhof in Betrieb.
Nach dem Zerfall Österreich-Ungarn infolge des Ersten Weltkrieges lag Oderberg Bahnhof auf dem Staatsgebiet der neu gegründeten Tschechoslowakei. Schönichel erhielt den amtlichen tschechischen Namen Šunychl. Beim Zensus von 1921 lebten in den 630 Häusern der Gemeinde Schönichel-Oderberg Bahnhof 9607 Personen, darunter 3713 Deutsche, 2479 Tschechen, 958 Polen und 394 Juden. Die Siedlung Oderberg Bahnhof war auf 514 Häuser angewachsen und hatte 9368 Einwohner; die restlichen 239 Personen lebten in den Dörfern Schönichel und Kopitau. Am 14. April 1924 erfolgte die Änderung des Gemeindenamens Šunychl-Bohumín-nádraží (Schönichel-Oderberg Bahnhof) in Nový Bohumín (Neu-Oderberg). Schließlich wurde die Siedlung am 16. Oktober 1924 zur Stadt erhoben. Im Jahre 1930 lebten in den 699 Häusern von Neu-Oderberg 9722 Personen.
Infolge des Münchener Abkommens vom 29. September 1938 besetzte Polen den größten Teil des südlichen Olsagebietes ohne völkerrechtliche Anerkennung. Nach der deutschen Besetzung im September 1939 gehörte Neu-Oderberg fortan als Oderberg (Oberschlesien) zum Landkreis Teschen im Regierungsbezirk Kattowitz. In dieser Zeit bestand dort das Arbeitskommando E728 des Stalag VIII-B. Die Synagoge wurde im Frühjahr 1940 zerstört. Am Ende des Zweiten Weltkrieges wurde die Stadt am 1. Mai 1945 von der Roten Armee eingenommen.
Nach dem Zweiten Weltkrieg lag der Ort wieder auf dem Gebiet der Tschechoslowakei. 1949 wurden Nový Bohumín und Starý Bohumín wie in deutscher Zeit Teil einer einheitlichen Gemeinde Bohumín, die 1960 wieder aufgetrennt wurde. Im Jahre 1950 bestand Nový Bohumín aus 860 Häusern und hatte 8231 Einwohner, 1970 waren es 12796. 1973 wurde Nový Bohumín abermals mit Starý Bohumín zur Stadt Bohumín vereinigt. In Nový Bohumín befindet sich seitdem das eigentliche Zentrum der Stadt mit der Stadtverwaltung.
Am 1. August 1973 wurde die Straßenbahn stillgelegt.
1991 lebten in den 828 Häusern von Nový Bohumín 16094 Personen. Beim Zensus von 2011 hatte Nový Bohumín 13063 Einwohner und bestand aus 804 Wohnhäusern.

## Ortsgliederung
Der Katastralbezirk Nový Bohumín umfasst auch das Dorf Šunychl (Schönichel), nicht jedoch das zum Ortsteil Šunychl gehörige Dorf Kopytov (Kopitau).

## Sehenswürdigkeiten
- Bahnhofsgebäude
- Katholische Herz Jesu Kirche (1896)
- Rathaus (1897–1898)
- ehemalige deutsche Schule (1894–1914), heute Hauptsitz der Stadtverwaltung
- Evangelische Filialkirche (1901)
- ehemaliges Nonnenkloster Notre Dame (1903), heute Mittelschule
- Katholisches Pfarrhaus (1905)